# Camptocarpus lanceolatus
Camptocarpus lanceolatus är en oleanderväxtart som beskrevs av J. Klackenberg. Camptocarpus lanceolatus ingår i släktet Camptocarpus och familjen oleanderväxter. Inga underarter finns listade i Catalogue of Life.